# Кубок Житомирской области по футболу
Кубок Житомирской области по футболу — областное соревнование украинского футбола среди любительских команд. Первый турнир был проведён в 1945 году. С 1991 года проводится под эгидой Федерации футбола Житомирской области.

## Все победители
| Год  | Чемпион                 | Город ФК           |
| 1945 | «Динамо»                | Житомир            |
| 1946 | «Динамо»                | Житомир            |
| 1947 | «Динамо»                | Житомир            |
| 1948 | «Динамо»                | Житомир            |
| 1949 | Команда г. Житомира     | Житомир            |
| 1950 | «Динамо»                | Житомир            |
| 1951 | «Мотор»                 | Бердичев           |
| 1952 | «Динамо»                | Житомир            |
| 1953 | «Динамо»                | Житомир            |
| 1954 | «Динамо»                | Житомир            |
| 1955 | «Спартак»               | Житомир            |
| 1956 | Команда с. Скоморохи    |                    |
| 1957 | Команда с. Белокоровичи |                    |
| 1958 | «Авангард»              | Житомир            |
| 1959 | «Шахтёр»                | Коростышев         |
| 1960 | «Авангард»              | Новгород-Волынский |
| 1961 | «Шахтёр»                | Коростышев         |
| 1962 | «Прогресс»              | Бердичев           |
| 1963 | «Мотор»                 | Новгород-Волынский |
| 1964 | «Электроизмеритель»     | Житомир            |
| 1965 | «Прогресс»              | Бердичев           |
| 1966 | «Электроизмеритель»     | Житомир            |
| 1967 | «Авангард»              | Новгород-Волынский |

| Год  | Чемпион             | Город ФК           |
| 1968 | «Бумажник»          | Малин              |
| 1969 | «Локомотив»         | Коростень          |
| 1970 | «Электроизмеритель» | Житомир            |
| 1971 | «Электроизмеритель» | Житомир            |
| 1972 | «Электроизмеритель» | Житомир            |
| 1973 | «Электроизмеритель» | Житомир            |
| 1974 | «Авангард»          | Новгород-Волынский |
| 1975 | «Электроизмеритель» | Житомир            |
| 1976 | «Торпедо»           | Житомир            |
| 1977 | «Прогресс»          | Бердичев           |
| 1978 | «Прогресс»          | Бердичев           |
| 1979 | «Авангард»          | Новгород-Волынский |
| 1980 | «Электроизмеритель» | Житомир            |
| 1981 | «Электроизмеритель» | Житомир            |
| 1982 | «Электроизмеритель» | Житомир            |
| 1983 | «Электроизмеритель» | Житомир            |
| 1984 | «Прогресс»          | Бердичев           |
| 1985 | «Электроизмеритель» | Житомир            |
| 1986 | «Звезда»            | Бердичев           |
| 1987 | «Прогресс»          | Бердичев           |
| 1988 | «Звезда»            | Бердичев           |
| 1989 | «Прогресс»          | Бердичев           |
| 1990 | «Химик»             | Житомир            |

## Финалисты кубка с 1991 года
| Год  | Обладатель                   | Финалист                 | Счёт        | Суперкубок        | Финалист           | Счёт        |
| ---- | ---------------------------- | ------------------------ | ----------- | ----------------- | ------------------ | ----------- |
| 1991 | «Химик» Житомир              | -                        | -           | -                 | -                  | -           |
| 1992 | «Керамик» Барановка          | «Прогресс» Бердичев      | 1:1 пп. 6:5 | —                 | -                  | -           |
| 1993 | «Крок» Житомир               | —                        | -           | -                 | -                  | -           |
| 1994 | «Крок» Житомир               | «Строитель» Житомир      | —           | -                 | -                  | -           |
| 1995 | «Бумажник» Малин             | «Кожевенник» Бердичев    | -           | -                 | -                  | -           |
| 1996 | «Звягель» Новоград-Волынский | «Бумажник» Малин         | —           | -                 | -                  | -           |
| 1997 | «Лидер» Новоград-Волынский   | —                        | -           | -                 | -                  | -           |
| 1998 | «КХП» Черняхов               | «Керамик» Барановка      | —           | -                 | -                  | -           |
| 1999 | «КХП» Черняхов               | «Керамик» Барановка      | -           | -                 | -                  | -           |
| 2000 | ФК «Бердичев» Бердичев       | «Система-КХП» Черняхов   | —           | -                 | -                  | -           |
| 2001 | «Система-КХП» Черняхов       | «Рудь» Житомир           | —           | -                 | -                  | -           |
| 2002 | «Система-КХП» Черняхов       | «Рудь» Житомир           | —           | -                 | -                  | -           |
| 2003 | «Химмаш» Коростень           | ФК «Коростень» Коростень | 2:1         | -                 | -                  | -           |
| 2004 | «Химмаш» Коростень           | ФК «Коростень» Коростень | 4:3         | -                 | -                  | -           |
| 2005 | МФК «Житомир»                | ФК «Коростень» Коростень | —           | -                 | -                  | -           |
| 2006 | ФК «Коростень» Коростень     | «Дорожник» Житомир       | —           | —                 | -                  | -           |
| 2007 | ФК «Коростень» Коростень     | «Химмаш» Коростень       | —           | -                 | -                  | -           |
| 2008 | «Легион» Житомир             | «Химмаш» Коростень       | 0:0 пп. 3:1 | «Металлург» Малин | «Легион» Житомир   | 3:1         |
| 2009 | «Легион» Житомир             | «Пресс» смт. Ленино      | 2:1         | «Легион» Житомир  | «Химмаш» Коростень | 1:1 пп. 2:4 |